# Neotis
Neotis is een geslacht van vogels uit de familie trappen (Otididae).

## Soorten
Het geslacht kent de volgende soorten:
- Neotis denhami  – Denhams trap
- Neotis heuglinii  – Heuglins trap
- Neotis ludwigii  – Ludwigs trap
- Neotis nuba  – Nubische trap